# خانه پدری
خانه پدری فیلمی به کارگردانی، نویسندگی و تهیه‌کنندگی کیانوش عیاری محصول سال ۱۳۸۹ ایران است.
این فیلم که در دی ۱۳۹۳ اکران آن آغاز شده بود به دلیل وجود یک صحنه خشن با مشکلاتی در اکران روبرو و در روز اول اکران عمومی از پرده پایین کشیده شد. پس از پنج سال فیلم خانه پدری با اصلاحاتی جزئی و با رده‌بندی سنی بالای ۱۵ سال در تاریخ ۱ آبان ۱۳۹۸ در سینماهای ایران اکران شد، اما پس از پنج روز در ۶ آبان ۱۳۹۸ با دستور مستقیم دادستانی مجدداً توقیف شد. در سال ۱۳۹۸ نسخه‌ای لو رفته از این فیلم در فضای مجازی منتشر شد.
این فیلم که قصهٔ اتفاق‌های یک خانهٔ قدیمی را از سال ۱۳۰۸ تا ۱۳۷۹ روایت می‌کند با بازیگرانی همچون مهدی هاشمی، شهاب حسینی و مهران رجبی، ناصر هاشمی، مینا ساداتی، نازنین فراهانی و ... در چند بخش ساخته شده و مسائل و مشکلات زنان ایران را به تصویر کشیده‌است. در این فیلم ناصر هاشمی (نقش جوانی) و مهدی هاشمی (نقش میانسالی) شخصیت اصلی این فیلم را، که روایت زندگی‌اش از پانزده تا هشتاد سالگی به تصویر کشیده شده، بازی می‌کنند.

## داستان فیلم
ملوک دختر جوان یک خانواده سنتی است که به دلایل ناموسی، پدرش کلب‌حسن(مهران رجبی) خواهان مرگ او است و برای اینکار به پسر کوچکش به نام محتشم گفته تا قبری در زیرزمین حفر کند تا برای پاک کردن ننگ و حفظ آبروی خانواده، ملوک را دور از چشم مادر و خواهرانش کشته و در آنجا دفن کنند... .

## بازیگران
- مهدی هاشمی در نقش میانسالی محتشم
- شهاب حسینی در نقش ناصر (پسر محتشم)
- مهران رجبی در نفش کلب‌حسن (پدر محتشم)
- ناصر هاشمی در نقش جوانی محتشم
- نازنین فراهانی در نقش کلب معصومه (مادر محتشم)
- مینا ساداتی در نقش مریم (نامزد ناصر)
- معصومه بافنده در نقش مرضیه (همسر محتشم)
- نگاه خاقانی در نقش ملوک (مقتول و خواهر بزرگ محتشم)
- مژده همرنگ در نقش ریحانه (همسر علیرضا و خواهر محتشم)
- ستاره میرمحمد در نقش سکینه (دختر بزرگ محتشم)
- پادینا رهنما در نقش ربابه (دختر کوچک محتشم)
- آزاده موحدبشیری در نقش فرخنده (خواهر کوچک محتشم)
- گلی شریفلو در نقش میانسالی فرخنده
- آیناز آذرهوش در نقش طاهره (دختر علیرضا و ریحانه)
- معین‌الدین عشاقی در نقش اوایل جوانی محتشم
- علی قره‌گوزلو در نقش نوجوانی محتشم
- رسول سلیمیان در نقش جوانی علیرضا (پسر عمو و شوهر خواهر محتشم)
- حسین فلاح در نقش هاشم
- محمدجعفر ملائی در نقش جوانی ناصر
- احمد بهادران در نقش میانسالی علیرضا
- اصغر کردبچه در نقش بنا
- مهدی خیرالهی در نقش رجب (برادر محتشم)
- لیلا هاشم‌زاده در نقش همسر رجب
- اردشیر کاظمی در نقش طبیب
- اقلیما رئیسی در نقش احترام
- ناصر سهرابی در نقش تکنسین اورژانس
- علیرضا حیدری در نقش تکنسین اورژانس
- محمد فرتوزی در نقش نوجوانی علیرضا
- فتح‌الله طاهری در نقش حاج علی (مشتری رفو فرش)
- علیرضا پناهی در نقش خواستگار
- علی حسن ناصری در نقش زغال فروش
- سکینه عادلی در نقش مادر خواستگار

## دربارهٔ فیلم
فیلم «خانهٔ پدری» پس از ۳ سال توقیف در جشنوارهٔ فجر ۳۲ اکران شد و اکثر منتقدان آن را ستودند. حسین معززی نیا در صفحهٔ فیس‌بوک خود نوشته است که این فیلم یکی از بهترین فیلم‌های تاریخ سینمای ایران است. موحد منتقم در روزنامهٔ شرق دربارهٔ این فیلم گفته: عیاری در خانهٔ پدری، روی فرهنگی زوم کرده‌است که در بطن خود پنهان‌کاری را پرورش می‌دهد و همهٔ جنایت‌ها و خشونت‌ها و گره‌های بعدی نیز از دل آن زاده می‌شود. شخصیت‌های فیلم خانهٔ پدری عامدانه در تلاش هستند تا دیگران متوجهٔ کار آن‌ها نشوند.  

## توقیف فیلم
- این فیلم در روزهای چهارم و پنجم دی ۱۳۹۳ در گروه هنر و تجربه در پردیس سینمایی کوروش به نمایش درآمد، اما پس از آن اکران فیلم متوقف شد.
- اکران مجدد فیلم از روز چهارشنبه ۱ آبان ۱۳۹۸ آغاز شد و تا پنج روز ادامه یافت.
- فیلم خانهٔ پدری در تاریخ ۶ آبان ۱۳۹۸ به دستور مستقیم دادستانی توقیف شد.[۷] در همین رابطه یک منبع آگاه به تابناک گفت: «این فیلم با دستور دادسرای فرهنگ و رسانه توقیف شده‌است. کارگردان خانهٔ پدری تعهد به تغییر با حذف صحنه‌های خشن فیلم داده بود که این کار انجام نشد، در نتیجه دادسرای فرهنگ و رسانه حکم به توقیف فیلم داد.» شنیده‌های تابناک حکایت از آن دارد که سازمان سینمایی در بیانیه‌ای دربارهٔ این اتفاق موضع‌گیری می‌کند.
- در تاریخ ۲۲ آبان ۱۳۹۸ سید محمدمهدی طباطبایی‌نژاد، معاون ارزشیابی و نظارت سازمان سینمایی از ادامه اکران فیلم «خانهٔ پدری» خبر داد و گفت: الآن نامهٔ دادستانی تهران مبنی‌بر رفع توقیف این فیلم را دریافت کردیم.[۸]